# Scandal Vol. 1
Scandal, Vol. 1 es el cuarto álbum de estudio de la cantautora noruega Marion Raven precediendo al lanzamiento internacional de su álbum Songs from a Blackbird editado este año en Alemania, Austria y Suiza, Scandal Vol. 1 será lanzado en Noruega el próximo 22 de septiembre de 2014 en iTunes y en formato CD, en enero de 2015 se espera el lanzamiento de "Scandal Vol. 2" con ocho canciones más.

## Sencillos
- "In Dreams" fue el primer sencillo del álbum, lanzado solo en Noruega por medio de iTunes como descarga digital. Si bien el sencillo gozó de cierta popularidad en Noruega, la verdad es que no llegó a colocarse dentro de los charts. El video musical fue grabado en Alemania en el mes de junio.

- "You'll Get Up Again" fue el segundo sencillo que se publicaría del álbum "Scandal, Vol. 1", el sencillo aún no ha recibido promoción el televisión o radio en Noruega y aun así ya goza de mucha más popularidad que el sencillo anterior.

## Canciones
| #  | Title                      | Writer(s)                                      | Duration |
| -- | -------------------------- | ---------------------------------------------- | -------- |
| 1. | "Scandal"                  | Marion Ravn, Borge Fjordheim                   | 4:04     |
| 2. | "You'll Get Up Again"      | Marion Ravn, Borge Fjordheim, Simone Eriksrud  | 4:21     |
| 3. | "In Dreams"                | Marion Ravn, Simone Eriksrud, Thomas Kongshavn | 3:56     |
| 4. | "The Begining Of The End"  | Marion Ravn, Borge Fjordheim                   | 3:48     |
| 5. | "Never Gonna Get It"       | Marion Ravn, Simone Eriksrud, Thomas Kongshavn | 4:41     |
| 6. | "Scoundrels Like You"      | Marion Ravn, Simone Eriksrud, Thomas Kongshavn | 3:50     |
| 7. | "Never Ask Why"            | Marion Ravn, Kjetil Holmstad-Solberg           | 3:21     |
| 8. | "We're Heading Off Course" | Marion Ravn, Borge Fjordheim                   | 4:00     |

## Lanzamientos
Scandal Vol. 1 fue lanzado inicialmente en los formatos CD y descarga digital en iTunes y en otras plataformas en formato mp3, posteriormente a la salida de Scandal Vol. 2, una versión compilatoria de ambos volúmenes de "Scandal" fuelanzada en Escandinavia pero esta vez en formato LP, conteniendo dos discos con ambas versiones separadas, pero en el mismo empaque, también conteniendo y respetando el arte independiente de cada álbum.